# DAF・66

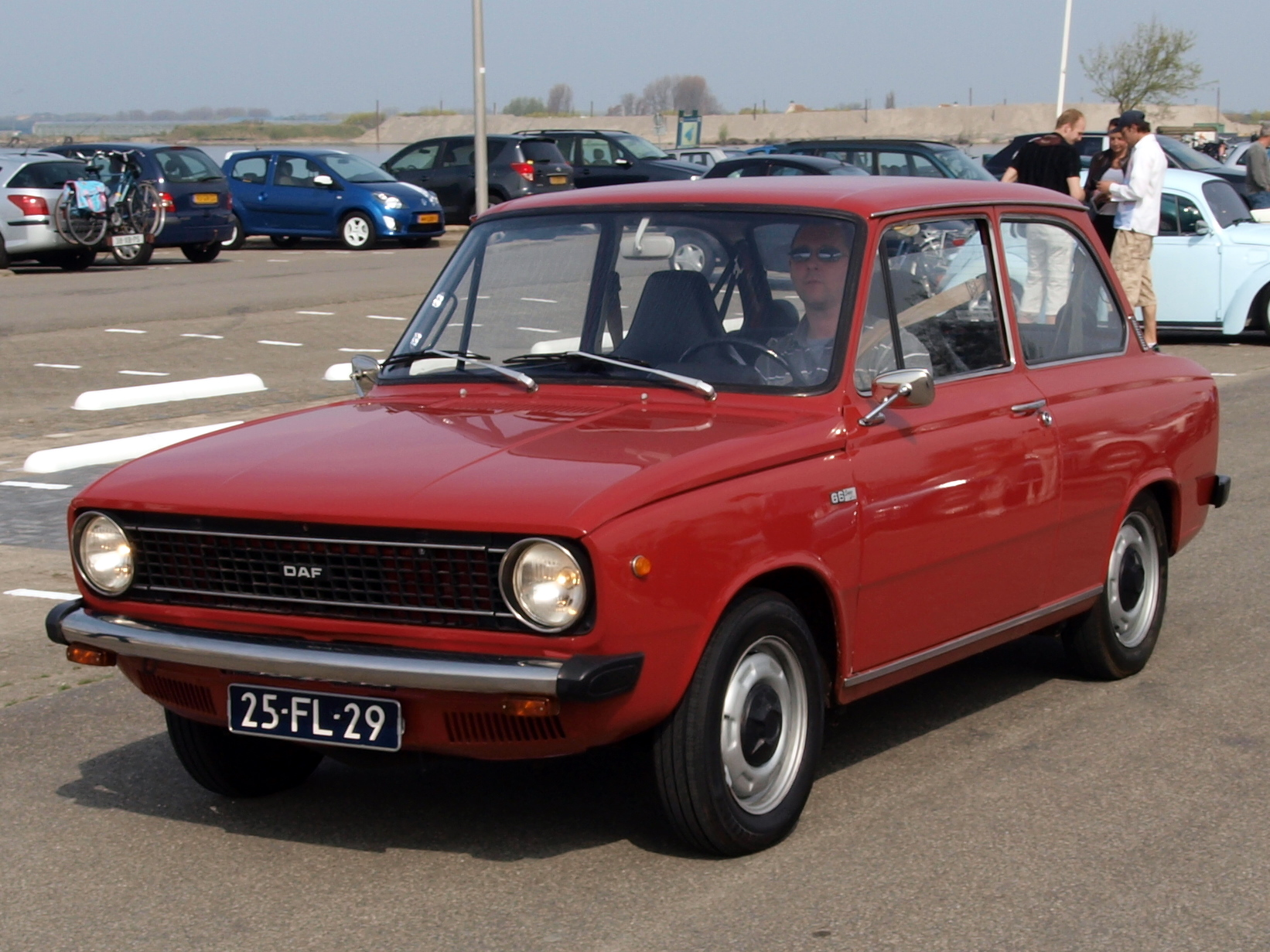
DAF・66セダン

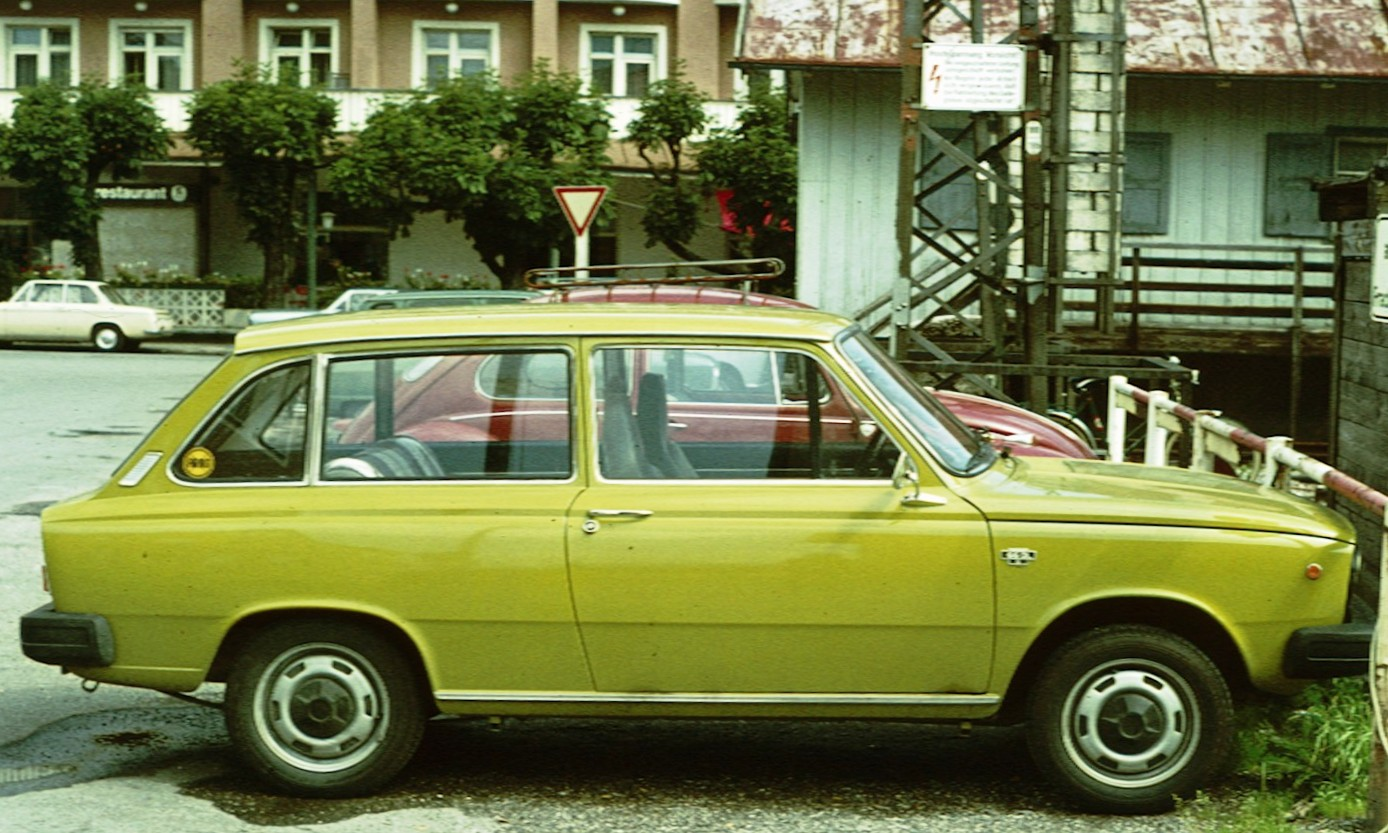
DAF・66エステート

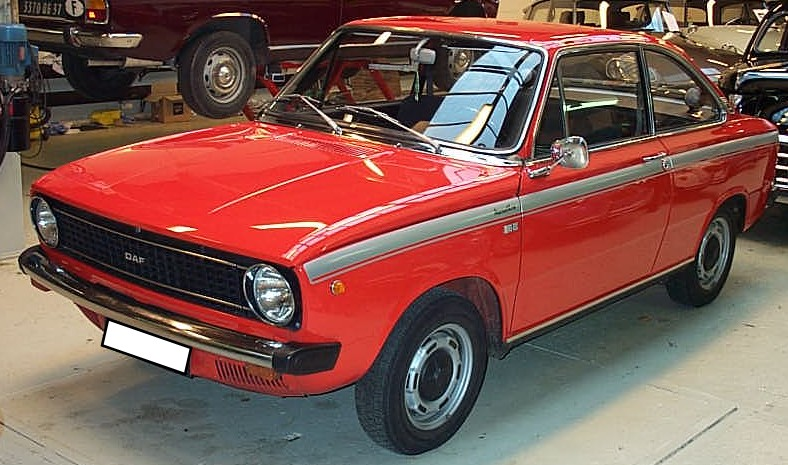
DAF・66マラソン・クーペ

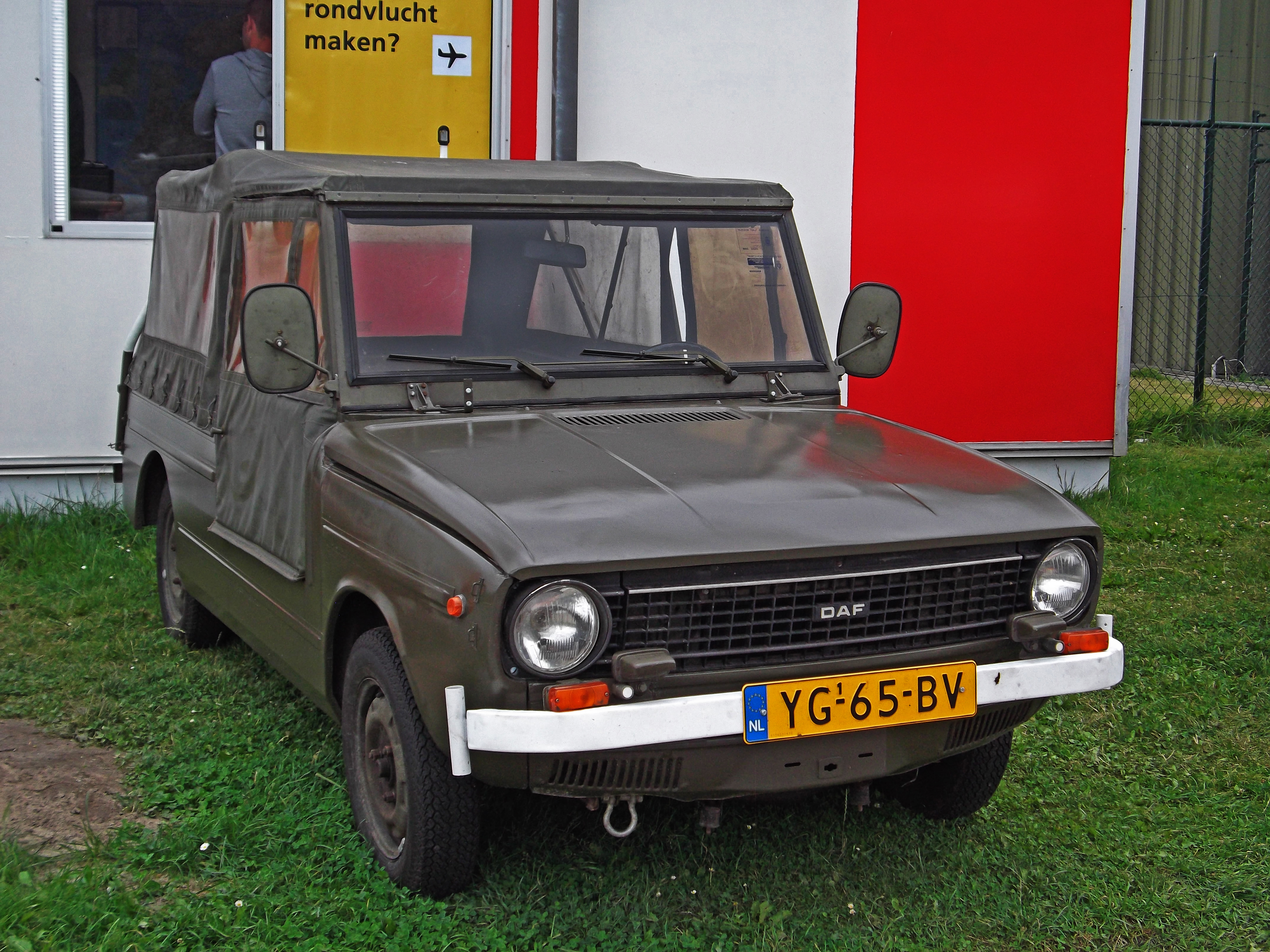
軍用のDAF・66ya

DAF・66はオランダの自動車メーカー、DAF（現DAFトラックス）が1972年から1975年まで製造した乗用車である。1975年にDAFがボルボに買収された後はマイナーチェンジを受けてボルボ・66と改名され、1980年まで生産された。

## DAF・66
DAF・66は従来のDAF・55のフロントエンドを一新したモデルで、ルノーから調達した46馬力の水冷直列4気筒1,108ccエンジンや、ジョヴァンニ・ミケロッティがデザインしたボディなどは55と共通であった。最大の変更点は、後輪サスペンションがスイングアクスルとコイルスプリングの組み合わせから、リーフスプリングで吊ったド・ディオンアクスルに変更され、操縦安定性が改善された点である。
DAF・600以来の歴代DAF乗用車の特徴であり、当時は世界唯一の実用車への採用であった「ヴァリオマチック」と呼ばれたベルト駆動の無段変速機（CVT）もベルト長が短縮され、デフギアも小型化された。
ボディバリエーションは従来通り2ドアのセダンとクーペ、3ドアのハッチバック風スタイルのエステートである。
スポーティモデルとして52馬力に強化された「マラソン」というモデルが存在した。1973年には排気量を1,287ccに拡大、57馬力に強化された「マラソン・1300」も追加された。
オランダ陸軍はドアのないオープンボディに変更し、足回りを強化した66を軍用車両に用いた。

## ボルボ・66

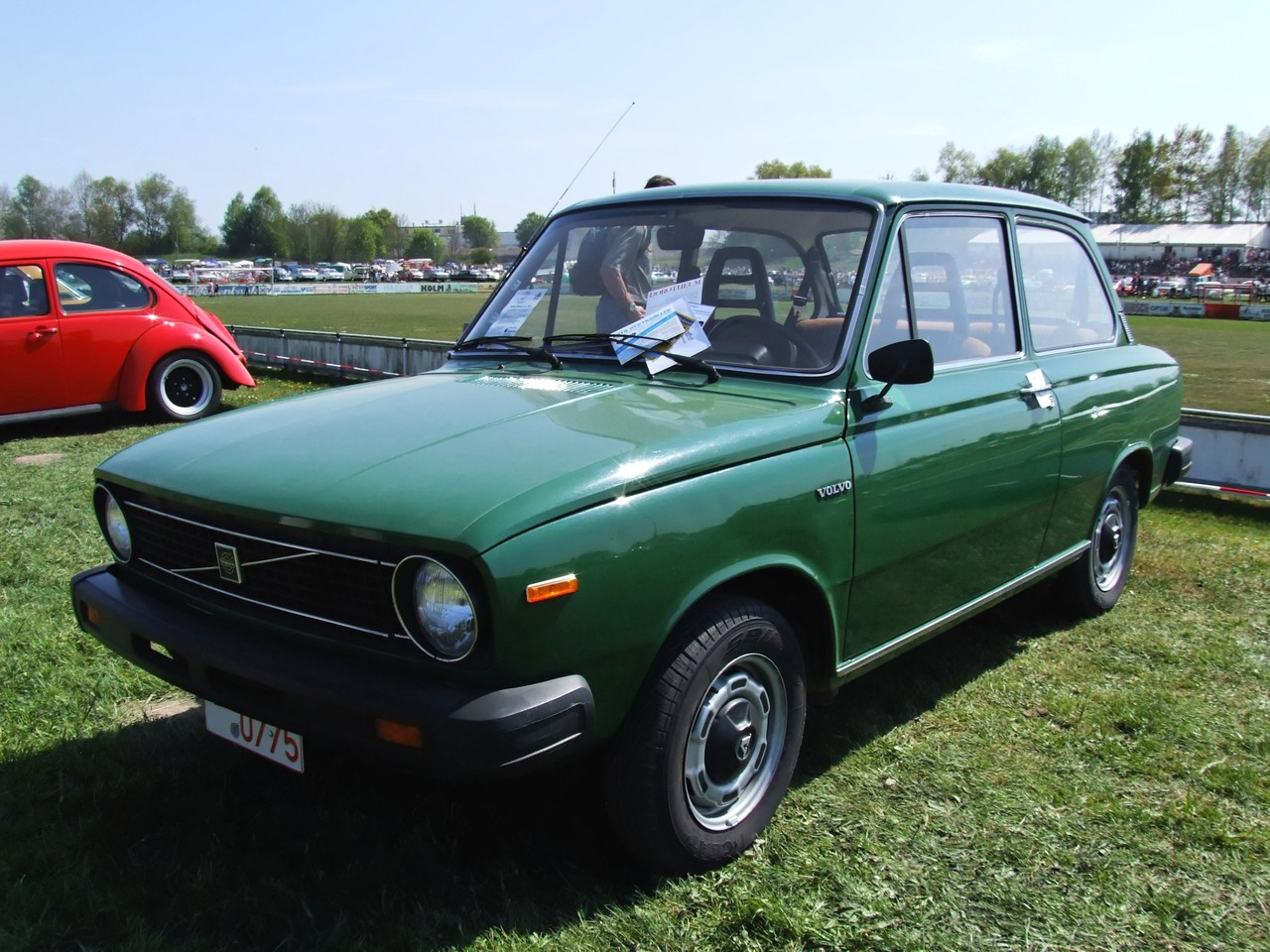
ボルボ・66DL

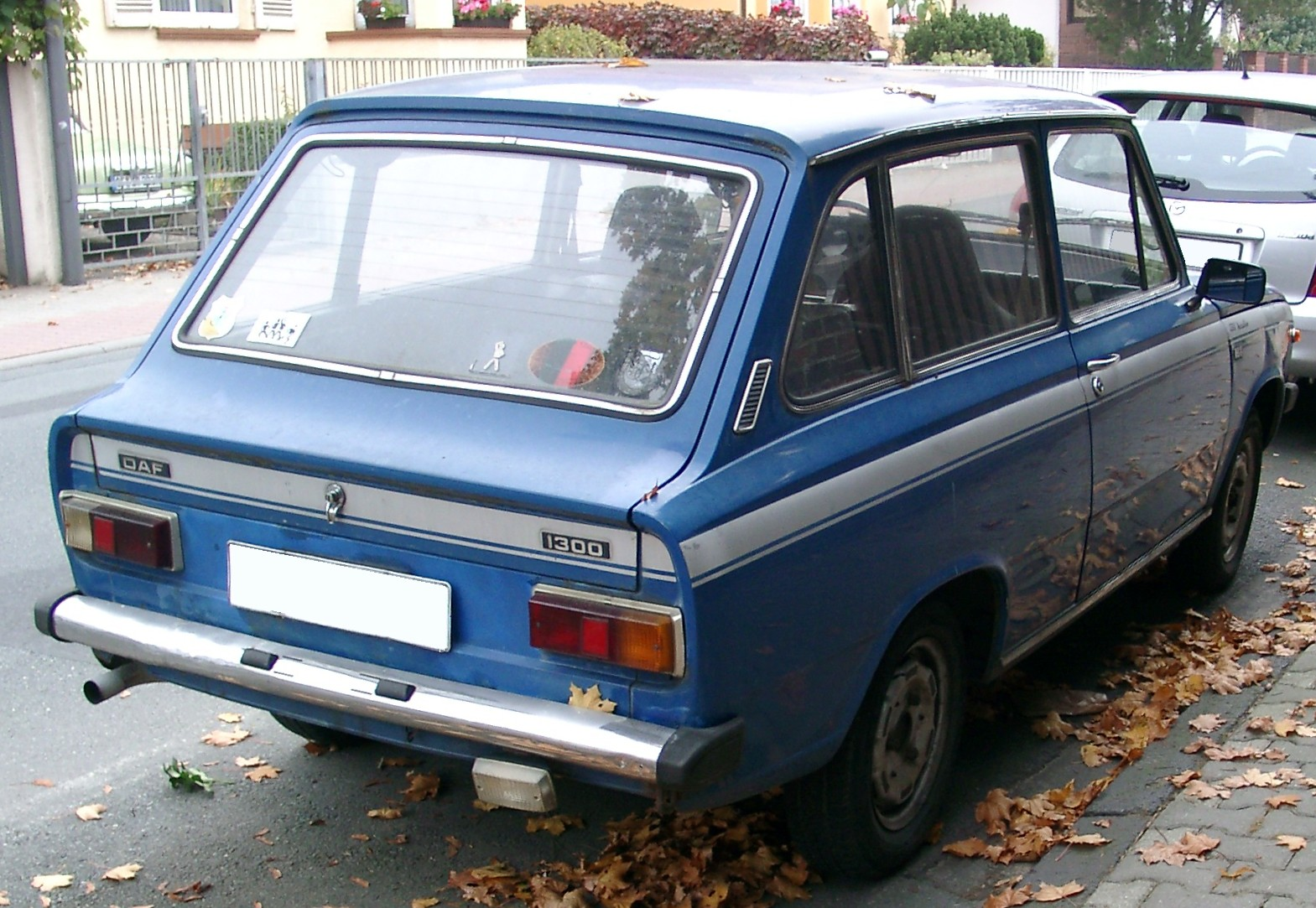
ボルボ・66エステート

1975年のDAFからボルボへの変更は、ボルボの売り物である安全性の強化を中心に行われた。黒いウレタンの衝撃吸収バンパー、後方視界を確保するボルボ流の中抜きヘッドレスト、ドア内部のサイドインパクトビーム追加、安全性の高いステアリング・ホイールとシャフトなどが与えられた。フロントグリルにはボルボのエンブレムと斜線が追加され、グレード呼称もDL（旧ノーマル）とGL（旧マラソン）に変更された。
ヴァリオマティックには従来なかったパーキング（P）レンジが追加され、坂道駐車時などにトランスミッションをロックすることが可能となった。このように安全性が向上した反面、ボルボ化が元々CVTでアンダーパワー気味だった66の車両重量を増加させる結果を招いたことも確かで、価格も上昇した。
1976年にはボルボ流の設計思想が盛り込まれた上級車、ボルボ・343が追加され、オランダ製ボルボの中心車種となり、66は1980年に生産中止された。
DAF、ボルボ時代を通じて、日本への正規輸入は行われていない。